# Holý vrch u Hlinné
Holý vrch u Hlinné este o arie protejată (arie specială de conservare — SAC, sit de importanță comunitară — SCI) din Republica Cehă întinsă pe o suprafață de 102,91 ha, integral pe uscat.

## Localizare
Centrul sitului Holý vrch u Hlinné este situat la coordonatele 50°34′36″N 14°06′44″E / 50.576667°N 14.112222°E.

## Înființare
Situl Holý vrch u Hlinné a fost declarat sit de importanță comunitară în aprilie 2005 pentru a proteja 1 specie de plante. Situl a fost protejat și ca arie specială de conservare în iulie 2012.

## Biodiversitate
Situată în ecoregiunea continentală, aria protejată conține 6 habitate naturale: Roci stâncoase cu vegetație pionieră de Sedo-Scleranthion sau Sedo albi-Veronicion dillenii, Pante stâncoase silicioase cu vegetație casmofită, Pajiști panonice carstice (Stipo-Festucetalia pallentis), Pajiști uscate seminaturale și facies de acoperire cu tufișuri pe substraturi calcaroase (Festuco-Brometalia) (* situri importante pentru orhidee), Fânețe de joasă altitudine (Alopecurus pratensis, Sanguisorba officinalis), Tufărișuri subcontinentale peripanonice.
La baza desemnării sitului se află o specie protejată de  plante: dedițelul (Pulsatilla patens).